# X-Men: Mutant Academy 2
X-Men: Mutant Academy 2  è un videogioco per PlayStation, sequel di X-Men: Mutant Academy. Entrambi i titoli vedono protagonisti gli X-Men in un picchiaduro a incontri in 3D, simile a Mortal Kombat 4. Come il suo predecessore, il videogioco permette al giocatore di scegliere il proprio personaggio fra diversi degli eroi e degli antagonisti del fumetto. Il videogioco inoltre include alcuni contenuti del film X-Men: The Movie come gli sketch dei personaggi e dei costumi.
Fra i personaggi presenti nel videogioco c'è anche Spider-Man, unico non X-Men presente.

## Modalità
Il videogioco prevede quattro differenti modalità di gioco:
- Academy Training - la modalità con cui è possibile sbloccare i costumi speciali. La maggior parte dei personaggi hanno la possibilità di sbloccare due costumi, ad eccezione di sei personaggi.
- Arcade - in questa modalità, è possibile sbloccare i filmati finali dei vari personaggi. Inoltre se si ottengono i finali di tutti i personaggi di una riga, nella schermata di selezione, si sbloccheranno dei personaggi segreti.
- Versus - Permette a due giocatori di combattere l'uno contro l'altro, scegliendo fra i vari personaggi disponibili.
- Survival - La modalità Survival permette al giocatore di scegliere un personaggio singolo e tentare di sconfiggere quanti più nemici possibili senza perdere energia.

## Personaggi
- Ciclope
- Wolverine
- Gambit
- Tempesta
- Phoenix
- Bestia
- Toad
- Mistica
- Sabretooth
- Magneto
- Havok
- Nightcrawler
- Forge
- Rogue
- Psylocke
- Juggernaut
- Spider-Man
- Professor X